# Henriette Avramová
Henriette Davidson Avram, rozená Davidson (7. října 1919, New York – 22. dubna 2006, Miami) byla americká programátorka a systémová analytička, jenž vyvinula formát MARC (Machine Readable Cataloging), mezinárodní datový standard pro bibliografii a informace knihoven. Avramové vynález formátu MARC koncem 60. a začátkem 70. let v Knihovně Kongresu způsobil zásadní převrat v knihovnictví, když umožnil automatizaci mnoha knihovních činností a sdílení bibliografických informací elektronicky mezi knihovnami s využitím již dříve existujících katalogových standardů.

## Život
V roce 1952 začala pracovat pro Národní bezpečnostní agenturu USA, kde působila sedm let. Po intermezzu v soukromé sféře byla zaměstnána bez předchozího knihovnického vzdělání v Knihovně Kongresu. Zde měla vyvíjet formát dat pro výměnu knihovnických dat. Vyvinula pro tento účel dodnes využívaný standard MARC. V roce 1992 opustila kongresovou knihovnu a odstěhovala se se svým mužem do Californie v Marylandu. Po smrti Herberta Avrama se přestěhovala do Miami, kde v roce 2006 zemřela.

## Publikace
- MARC, its history and implications. Library of Congress, 1975 (Plný text k dispozici)
- The evolving MARC system: The concept of a data utility. Clinic on Library Applications of Data Processing, 1970 (Plný text k dispozici)